# زاغ درختی دم‌پارویی
زاغ درختی دم‌پارویی (نام علمی: Crypsirina temia) نام یک گونه از سرده زاغ‌های خاور دور است.